# Лосев, Олег Владимирович
Оле́г Влади́мирович Ло́сев (27 апреля (10 мая) 1903, Тверь — 22 января 1942, Ленинград) — выдающийся советский физик и изобретатель (15 патентов и авторских свидетельств), автор первых научных трудов, описывающих процессы, происходящие в поверхностных слоях полупроводника. Внёс большой вклад в исследование электролюминесценции в твёрдых полупроводниках. Автор первого в мире генерирующего кристаллического детектора («Кристадин»), автор первого в мире патента на «световое реле» (прототип светодиода). В 1938 году без защиты диссертации получил степень кандидата физико-математических наук за исследования по электролюминесценции.

## Детство и юность
О. В. Лосев родился 27 апреля 1903 года в Твери. Отец Лосева — конторский служащий Верхневолжского завода железнодорожных материалов (в настоящее время Тверской вагоностроительный завод), бывший штабс-капитан царской армии, дворянин. Мать занималась домашним хозяйством и воспитанием сына.
Будучи учеником школы второй ступени, Лосев в 1917 году попадает на публичную лекцию начальника Тверской радиостанции В. М. Лещинского, посвящённую достижениям в радиотехнике. Лекция произвела большое впечатление на юношу, он ещё сильнее увлёкся радиотехникой.
Мечта о приёме радио приводит Лосева на Тверскую радиостанцию, где он ближе знакомится с В. М. Лещинским (ставшим впоследствии его руководителем), а затем и с М. А. Бонч-Бруевичем и профессором Рижского политехникума В. К. Лебединским.

## Работа в Нижегородской радиолаборатории

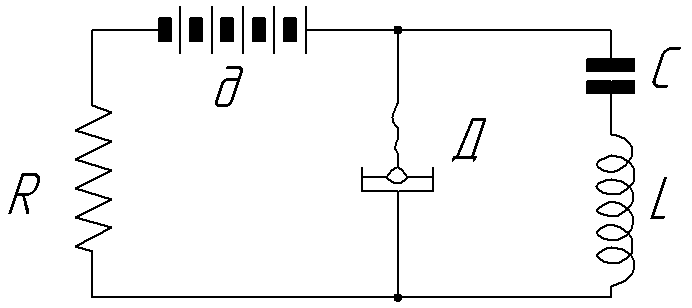
Схема первых опытов Лосева с кристаллическим детектором

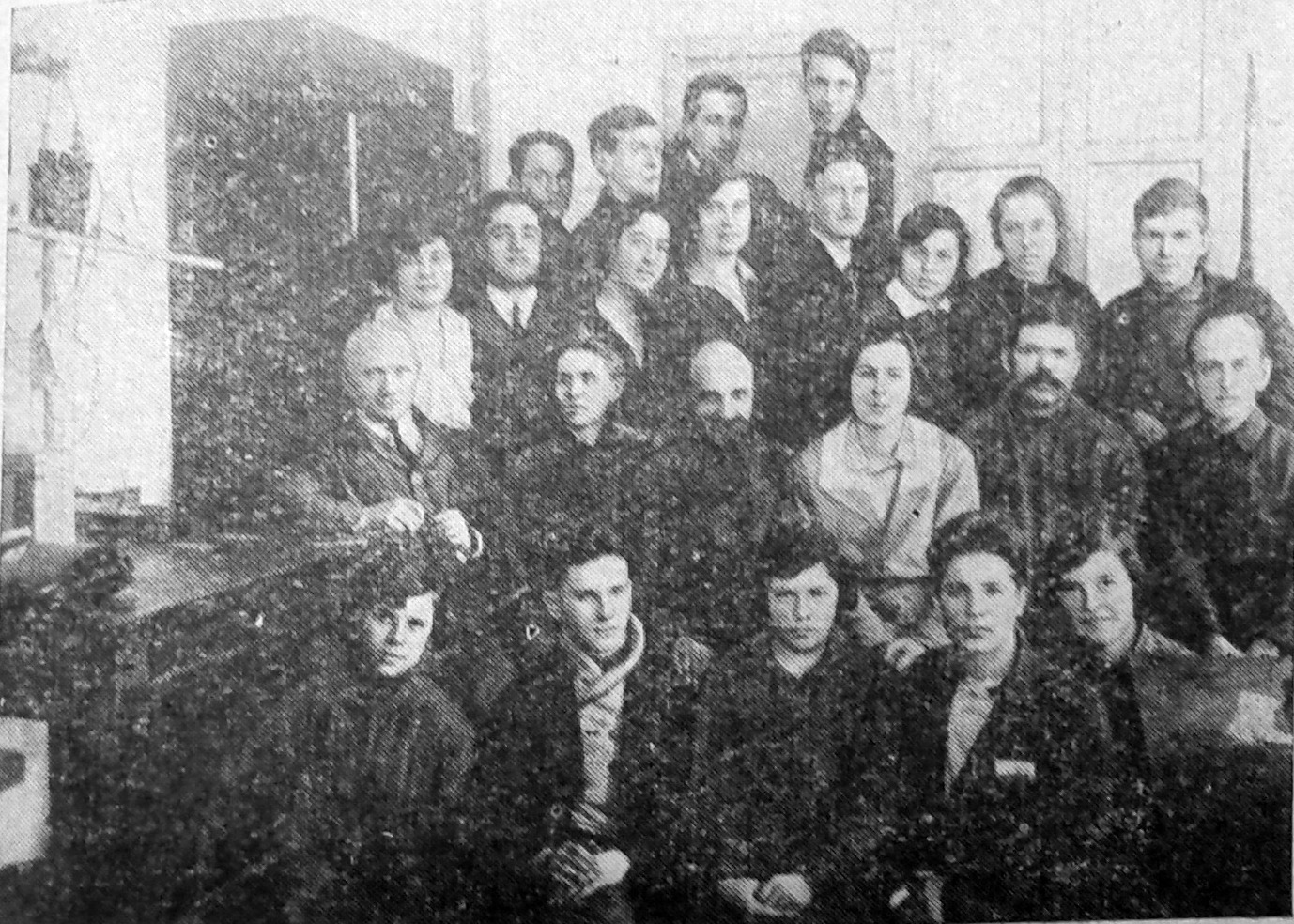
Сотрудники вакуум-физико-технической лаборатории ЦРЛ (1930). Во втором ряду слева направо: Д. Е. Маляров, Н. В. Нефедьева, Б. А. Остроумов, В. Н. Лепешинская, С. И. Богомолов, Э. Г. Кёниг. В четвёртом ряду третий слева О. В. Лосев

В 1920 году Лосев приехал в Москву, чтобы поступить в Московский институт связи. После встречи со своими знакомыми из Тверской радиостанции на проходившем в сентябре в Москве первом Российском радиотехническом съезде, молодой человек решает оставить учёбу в институте и уехать работать в Нижегородскую лабораторию (НРЛ), куда перевели работать в середине августа 1918 года коллектив радиолаборатории при Тверской радиостанции.
В Нижнем Новгороде Лосев пытался устроиться на работу, однако из-за отсутствия вакансий смог устроиться лишь на должность рассыльного. Научная карьера в НРЛ началась для Лосева только через несколько месяцев, когда он стал младшим научным сотрудником.
Неудачные опыты в конце 1921 года с гетеродинами, использующими электрическую дугу, обращают внимание учёного на кристаллические детекторы — ему показалось, что детекторный контакт — это ещё более миниатюрная электрическая дуга. Получив отпуск в конце 1921 года, Лосев уезжает в Тверь, где продолжает исследовать кристаллы в своей домашней лаборатории. Используя кристалл цинкита (ZnO) и угольную нить в качестве электрода, Лосев собирает детекторный приёмник и 12 января 1922 года впервые слышит работу радиостанций незатухающих колебаний. Отличительной особенностью приёмника являлась возможность подачи смещения на кристалл с помощью трёх батареек от карманного фонаря (12 вольт). Сконструированный приёмник по чувствительности был на уровне имевшегося у Лосева регенеративного радиоприёмника.
Исследуя характеристики детекторов на основе цинкита в приёмнике незатухающих колебаний, Лосев изучил условия, при которых детектор усиливал сигнал. Результаты этой работы были изложены им 9 марта 1922 года на лабораторной беседе в докладе на тему «Детектор-генератор».
Основные тезисы доклада:
- Вольт-амперная характеристика генерирующих точек кристалла имеет участок с отрицательным дифференциальным сопротивлением.
- Детектор может быть усилителем только на этом участке вольт-амперной характеристики.

Добиваясь устойчивости работы детекторов, он экспериментирует с различными материалами кристалла детектора и проволочки. Выясняется, что лучше всего подходят для генерации кристаллы цинкита, изготовленные с помощью оплавления электрической дугой, а лучший материал проволочки — уголь. Лосевым также были проведены исследования электропроводности от формы и обработки отдельных кристаллов. Им были разработаны методы исследования поверхности кристаллов с помощью острых зондов для обнаружения мест p-n-переходов. В усовершенствованном приёмнике удалось получить 15-кратное усиление.
После визита немецких радиотехников в декабре 1923 года в НРЛ труды Лосева стали известными за границей. Там за регенеративным приёмником Лосева закрепилось название «Кристадин» (было придумано во Франции), которое стало впоследствии общепринятым и в СССР. Патент на название «Кристадин» выдан журналу Radio News. Лосев не патентовал изобретённый им приёмник, он получил несколько патентов на способ изготовления детектора и способы его применения
.
Дальнейшее совершенствование кристадина могло быть продолжено только после физического объяснения наблюдаемых явлений. В 1924 году физики полупроводников и зонной теории ещё не существовало, единственным двухполюсником, обладавшим участком с отрицательным сопротивлением, была вольтова дуга. Пытаясь под микроскопом разглядеть электрическую дугу, Лосев обнаружил явление электролюминесценции. Учёный правильно определил природу свечения, возникающего в кристалле карборунда. В своей статье он писал: «Вероятнее всего, кристалл светится от электронной бомбардировки аналогично свечению различных минералов в круксовых трубках…» Он также отметил то, что открытое им свечение отличается от природы вольтовой дуги: «Разряды, которыми действуют генерирующие точки, не являются вольтовыми дугами в буквальном смысле, то есть не имеют накалённых электродов».
В своих опытах Лосев показал, что свечение может быть промодулировано с частотой не менее 78,5 кГц (предельная частота измерительной установки на основе вращающихся зеркал). Высокая частота модуляции свечения стала практическим обоснованием для продолжения исследовательской работы в НРЛ, а затем в Центральной радиолаборатории (ЦРЛ) по разработке электронных светогенераторов.
Подробнее изучить излучение кристаллов (интенсивность, спектр) он не смог, так как лаборатория не располагала необходимыми приборами.
Тематику исследований определяли также работы НРЛ в области разработки радиоприёмников. Продолжая исследовать кристадин, учёный исследует паразитную генерацию в приёмниках, и открывает явление трансгенерации. Исследуя трансгенерацию с помощью ламповых схем, Лосев обнаруживает трансформацию (понижение) частоты. На способ трансформации частоты им было получено авторское свидетельство.
Дальнейшие исследования Лосев проводил снова с кристаллическими детекторами. Изучая свечение, возникающее в кристаллах, он выделяет два типа свечения, о чём пишет в своей статье: «Из многих наблюдений выяснилось, что можно различать (более или менее искусственно) два вида свечения карборундового контакта». Свечение I (предпробойное свечение в современной терминологии) и свечение II (инжекционная люминесценция) в 1944 году были переоткрыты французским учёным Ж. Дестрио.

## Работа в Центральной радиолаборатории

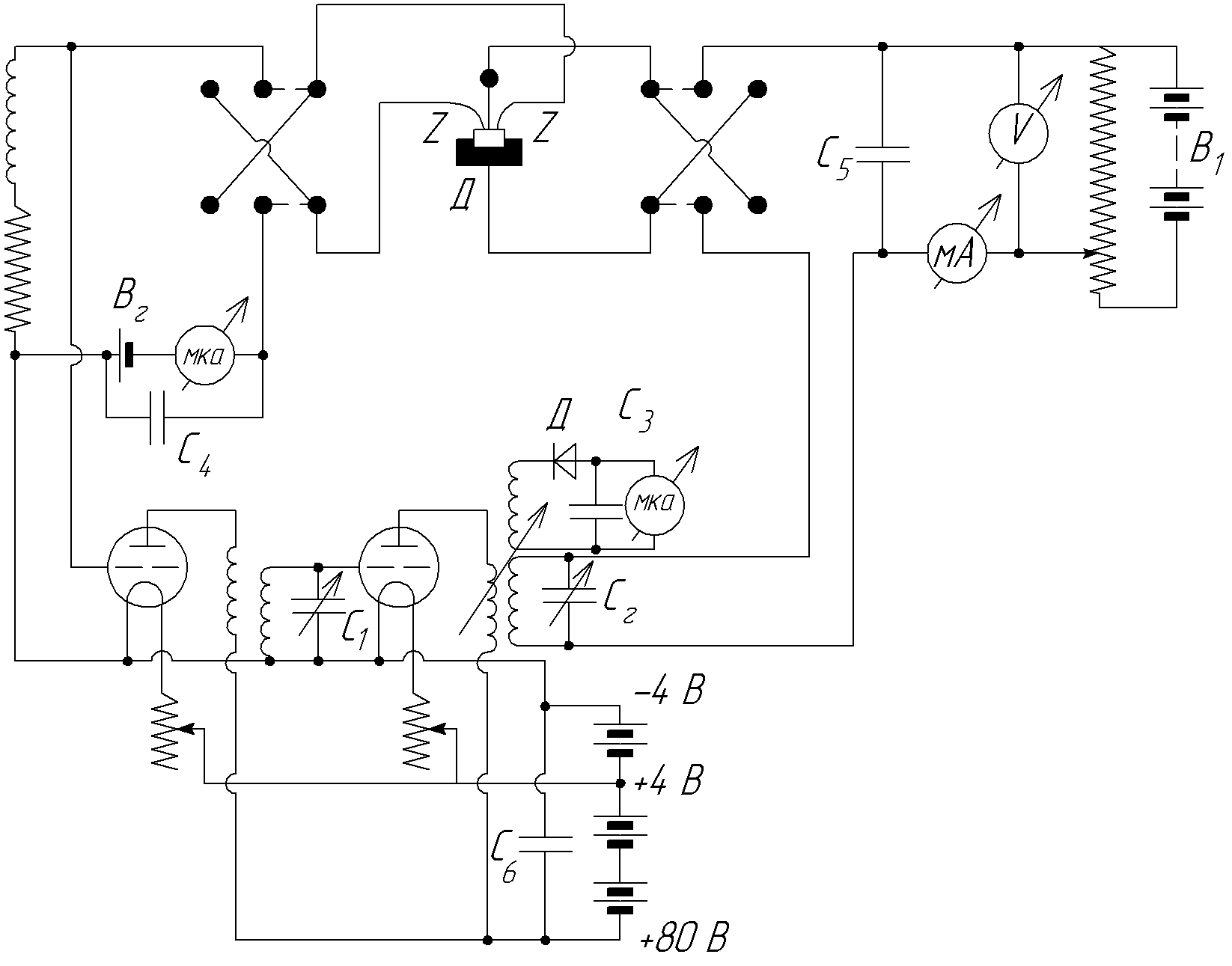
Схема для наблюдения изменения проводимости активного слоя. На кристалле карбида кремния размещены 4 электрода

27 июня 1928 года был издан приказ ВСХН № 804, согласно которому Нижегородская радиолаборатория была передана Центральной радиолаборатории треста заводов слабого тока. Сотрудникам НРЛ было предложено переехать в Ленинград или перейти на другую работу.
Лосев переезжает в Ленинград вместе со своим коллегами, новое место его работы — вакуум-физико-техническая лаборатория в здании ЦРЛ на Каменном острове. Тематика его работы — изучение полупроводниковых кристаллов. Часть экспериментов Лосев проводит в лабораториях ФТИ по разрешению А. Ф. Иоффе.

В экспериментах его больше всего интересовало взаимодействие между электромагнитным полем и веществом, он пытался проследить обратное действие электромагнитного поля на вещество. Олег Владимирович говорил: 
существуют явления, где вещество вносит в электромагнитное поле существенные изменения, а на нём самом не остается при этом никакого следа, — таковы явления преломления, дисперсии, вращения плоскости поляризации и др. Быть может и там существует взаимность явлений, но мы не умеем её наблюдать.
Освещая активный слой кристалла карборунда, Лосев зарегистрировал фотоэдс до 3,4 В. Изучая фотоэлектрические явления в кристаллах, Лосев экспериментирует более чем с 90 веществами.
В ходе очередного эксперимента, направленного на изучение изменения проводимости кристаллического детектора, Лосев был близок к открытию транзистора, однако из-за выбора для экспериментов кристаллов карбида кремния не удалось получить достаточного усиления.
Из-за того, что тематика его исследований стала отличаться от тематики исследований лаборатории, перед Лосевым встал выбор — либо заниматься исследованиями по темам лаборатории, либо покинуть институт. Он выбирает второй вариант. Ещё одна версия причины перехода на другую работу — реорганизация лаборатории и конфликт с начальством.

## Работа в 1-м Ленинградском медицинском институте
В 1937 году Лосев устраивается на преподавательскую работу в 1-й Ленинградский медицинский институт им. академика И. П. Павлова. По настоянию друзей он подготовил и передал в совет Ленинградского индустриального института (сейчас Санкт-Петербургский государственный политехнический университет) список документов для присуждения учёной степени (21 статья и 12 авторских свидетельств). 25 июня 1938 года А. Ф. Иоффе представил поданные Лосевым работы учёному совету на заседании инженерно-физического факультета института. По результатам заключения инженерно-физического факультета 2 июля 1938 года учёный совет Индустриального института присвоил О. В. Лосеву учёную степень кандидата физико-математических наук. Последняя его работа — разработка прибора для поиска металлических предметов в ранах.
Результаты исследований Лосева были опубликованы в журналах «Телеграфия и телефония без проводов», «Вестник Электротехники», «Доклады АН СССР», «ЖТФ» и ряде других периодических изданий.

## Смерть
Лосев не последовал совету А. Ф. Иоффе эвакуироваться. Умер от голода во время блокады Ленинграда в 1942 году в госпитале Первого ленинградского медицинского института. Место захоронения неизвестно.

## Оценка научного вклада О. В. Лосева
Наиболее полное описание биографии О. В. Лосева составил Г. А. Остроумов, который лично знал его и работал с ним. Результаты своей работы Г. А. Остроумов опубликовал в виде библиографического очерка.
В зарубежной литературе научная деятельность Лосева подробно рассмотрена в книге Игона Лобнера Subhistories of the Light Emitting Diode. Книга была издана в 1976 году, материалом для автора послужили сведения, предоставленные профессором Б. А. Остроумовым, а также труды Г. А. Остроумова.
На составленном И. Лобнером «дереве развития электронных устройств» Лосев является родоначальником трёх типов полупроводниковых приборов (ZnO усилитель, ZnO генератор и светодиоды на основе SiC)
.
Важность открытий и исследований Лосева подчёркивалась как в отечественных, так и в зарубежных изданиях.
Журнал Radio News, сентябрь 1924 года:

Мы счастливы предложить вниманию наших читателей изобретение, которое открывает новую эпоху в радиоделе и которое получит большое значение в ближайшие годы. Молодой русский инженер О. В. Лосев подарил миру это изобретение, не взявши даже на него патента. Теперь детектор может играть ту же роль, что и катодная лампа.
Книга «Полупроводники в современной физике» А. Ф. Иоффе:

О. В. Лосев открыл своеобразные свойства запорных слоёв в полупроводниках — свечение слоёв при прохождении тока и усилительные эффекты в них. Однако эти и другие исследования не привлекали к себе особенного внимания и не находили значительных технических выходов, пока Грондалем не был построен (в 1926 г.) технический выпрямитель переменного тока из закиси меди.

Своеобразные явления, протекающие на границе дырочного и электронного карборунда (в том числе и свечение при прохождении тока), О. В. Лосев обнаружил и подробно изучил ещё в 20-х годах, то есть задолго до появления современных теорий выпрямления.
Книга «Первые годы советской радиотехники и радиолюбительства»:

Январь 1922 г. Радиолюбитель О. В. Лосев открыл свойство кристаллического детектора генерировать. Его детектор-усилитель (кристадин) послужил основой для современных кристаллических триодов.

## Память
В июне 2006 года издательством Нижегородского университета им. Н. И. Лобачевского опубликован сборник статей «Опередивший время», посвящённый биографии и научному наследию Лосева.
В октябре 2012 года в рамках проведения 11-го фестиваля «Современное искусство в традиционном музее» в Центральном музее связи имени А. С. Попова (Санкт-Петербург) был осуществлён проект Юрия Шевнина «Свет Лосева». На стенде наряду с исторической справкой об изобретателе был представлен портрет Лосева, выполненный с помощью светодиодной ленты разных цветов и размеров.
Нижегородское отделение Союза радиолюбителей России учредило диплом «О. В. Лосев — учёный, опередивший время!».
В 2014 году постановлением администрации г. Твери на основании решений Тверской городской Думы скверу в Центральном районе города присвоено имя О. В. Лосева.
В честь Олега Владимировича названо предприятие ООО "НПП «Лосев» и проявочный светильник Lossew, в народе (Лампа Лосева).

## Патенты и авторские свидетельства
- Патент № 467, заявка № 77734 от 18-12, 1923. Детекторный радио- приемник-гетеродин, опубл. 31-7- 1925 (вып. 16, 1925).
- Патент № 472, заявка № 77717 от 18-12-1923. Устройство для нахождения генерирующих точек контактного детектора, опубл. 31-7-1925, (вып. 16, 1925).
- Патент № 496, заявка № 76844, от 11-6-1923. Способ изготовления цинкитного детектора, опубл. 31-7-1925 (вып.16, 1925).
- Патент № 996, заявка № 75317 от 21-2-1922. Способ генерирования незатухающих колебаний, опубл. 27-2-1926 (вып.8, 1926).
- Патент № 3773, заявка № 7413 от 29-3-1926. Детекторный радиоприемник-гетеродин, опубл. 31-10-1927 (вып.6, 1928)
- Доп. Патент 3773 (СССР). Способ радиоприема на рамку. — Заявка от 29-3-26 (К патенту: Детекторный радиоприемник-гетеродин).
- Патент № 4904, заявка № 7551 от 29-3-1926. Способ регулирования регенерации в кристадинных приемниках, опубл. 31 −3-1928 (вып. 17, 1928).
- Патент № 6068, заявка № 10134 от 20-8-1926. Способ прерывания основной частоты катодного генератора, опубликовано 31-8-1928 (вып. 1,1929).
- Патент № 11101, заявка № 14607 от 28-2-1927. Способ предотвращения возникновения электрических колебаний в приемных контурах междуламповых трансформаторах низкой частоты, опубл.30-9-1929 (вып.52, 1930).
- Патент № 12191, заявка № 14672 от 28-2-1927. Световое реле, опубл.31-12-1929 (вып.3, 1930).
- Авторск. свид. № 28548, заявка № 79 507 от 27-11-1930. Электролитический выпрямитель, опубл. 31-12-1932.
- Авторск. свид. № 25675, заявка № 84078 от 26-2-1931. Световое реле, опубл. 31-3-1932.
- Авторск. свид. № 29875, заявка № 7316 от 9-10-1926. Способ трансформации частоты, опубл.30-4-1933.
- Авторск. свид. № 32067, заявка № 128360, от 8-5-1933. Способ изготовления фотосопротивлений, опубл. 30-9-1933.
- Авторск. свид. № 33231, заявка № 87650 от 29-4-1931. Контактный выпрямитель, опубл. 30-11-1933.
- Авторск. свид. № 39883, заявка № 140876 от 21-1-1934. Способ изготовления фотосопротивлений опубл. 30-11-1934.